# Pedale per cassa

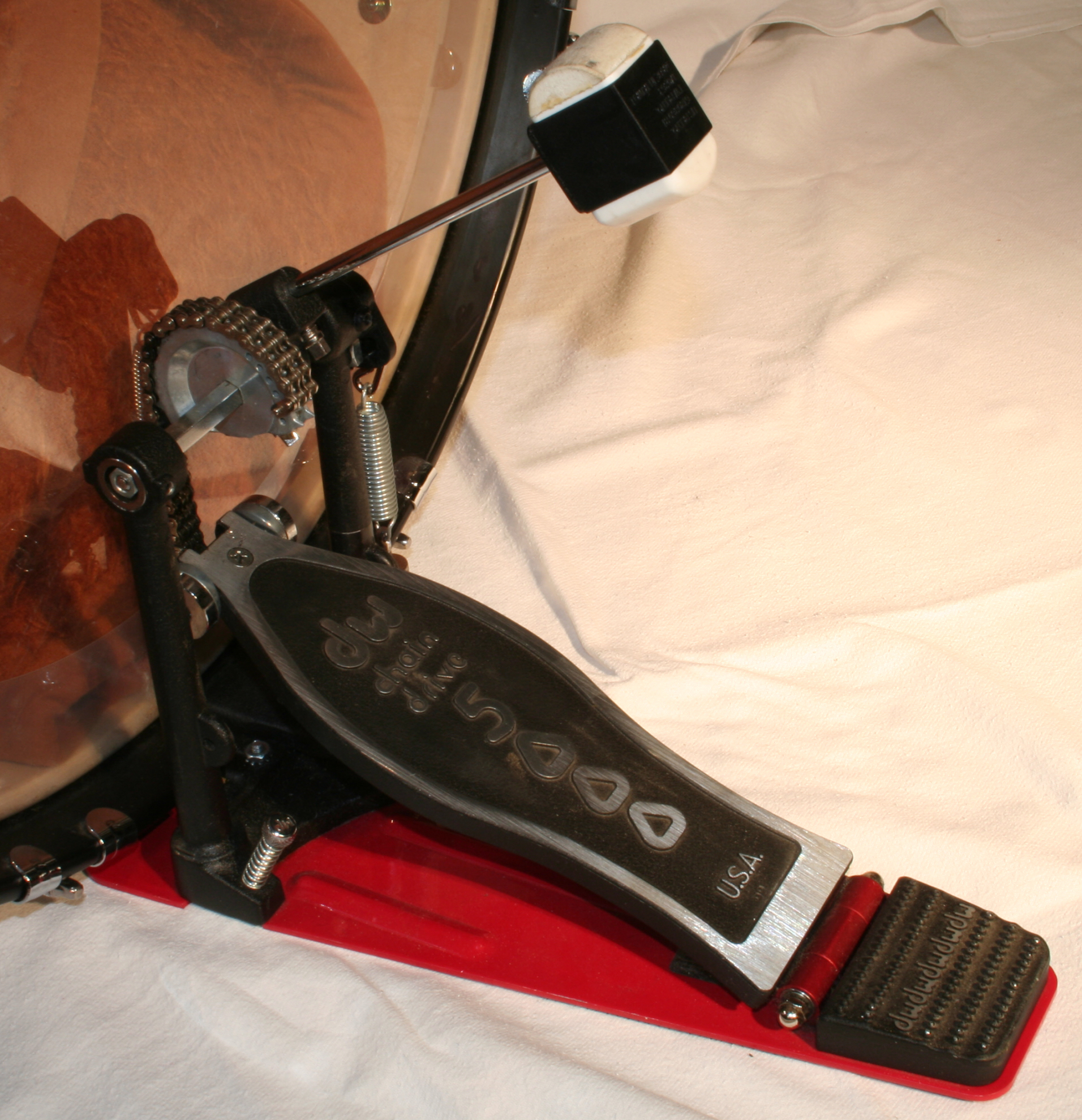
Un pedale singolo

Il pedale per cassa (o per grancassa) è quello strumento che serve per suonare la grancassa.

## Storia
I primi esemplari risalgono alla fine dell'800, per poi entrare nell'uso comune negli anni Venti del XX secolo.
La tensione della molla differenzia la durezza o la morbidezza del colpo ma anche la forza da imprimere con la gamba per percuotere la pelle.
La scelta del pedale per un batterista è una delle più cruciali, le dimensioni del piede e molti altri fattori puramente strutturali del batterista stesso sono incisivi nella scelta del pedale giusto.

### Doppio pedale

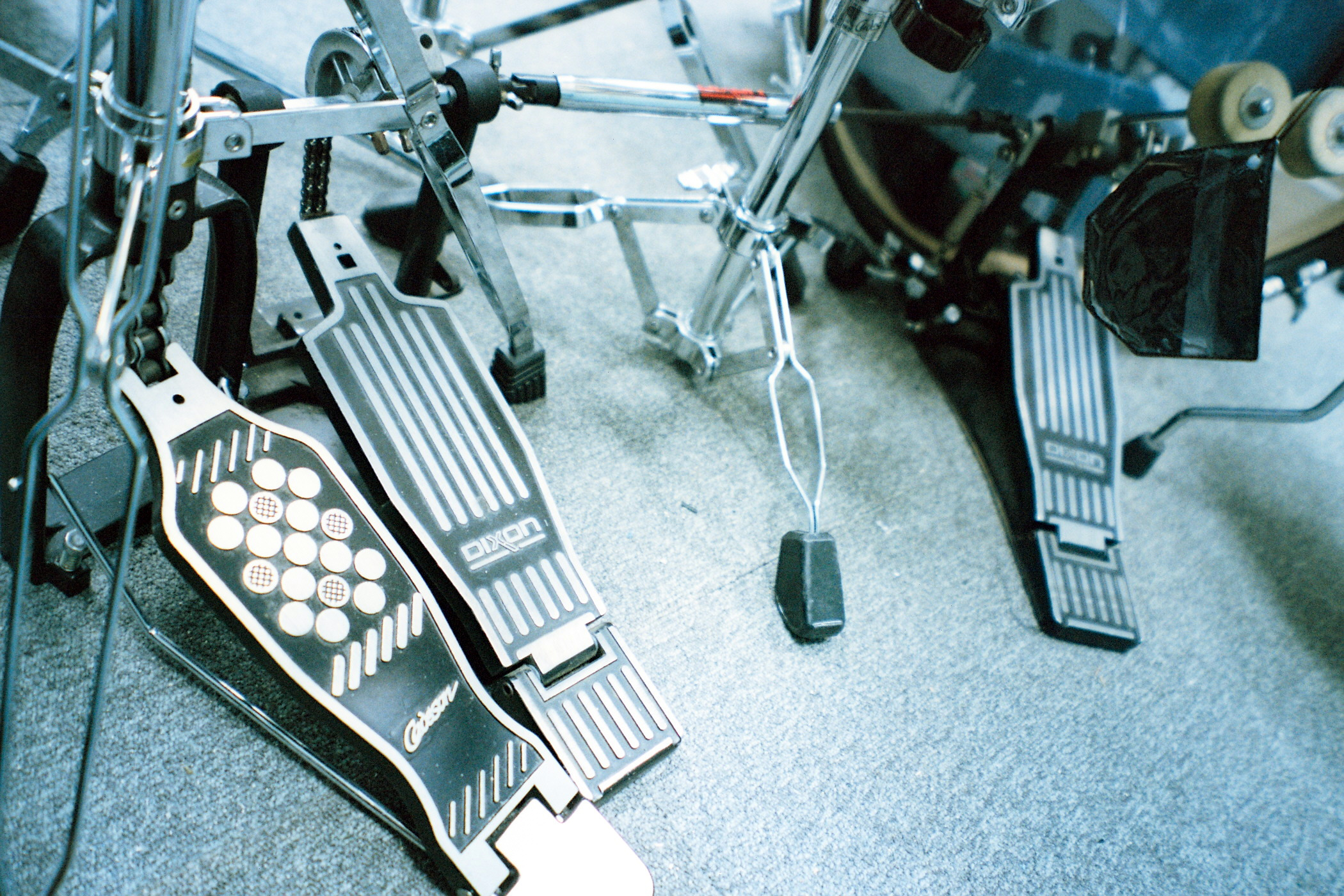
Doppio pedale per un'unica grancassa

Esistono anche pedali doppi, appositamente progettati per suonare batterie dotate di una sola grancassa, eliminando la necessità di avere per forza a disposizione due grancasse separate, detta comunemente "doppia cassa".

## Costruzione
Il pedale è costruito solitamente in acciaio. I componenti del pedale si possono dividere in varie parti:
- Base: è dove il piede appoggia per far muovere il sistema.
- L'attacco: ha la funzione di bloccare fermamente tutto il pedale al cerchio della cassa
- Piastra: essa trasferisce l'azione del piede sulla trasmissione.
- Trasmissione: è la parte che collega il pedale al battente. Ne esistono diversi tipi: catena, doppia catena, cinghia e trazione diretta.
- Battente: produce il suono percuotendo la pelle dello strumento al quale è dedicato. I battenti sono collegati alla trasmissione e alla molla e se uno di essi venisse a mancare il battente avrebbe difficoltà nei movimenti. Solitamente il materiale del battente è in feltro, ma ne esistono anche in legno e plastica.
- Molla: ha la funzione di tirare indietro il battente e fornire resistenza all'azione del piede.